# Hiroyoshi Nishizawa
Hiroyoshi Nishizawa (西澤 広義?, Nishizawa Hiroyoshi; Prefettura di Nagano, 27 gennaio 1920 – Calapan, 26 ottobre 1944) è stato un aviatore giapponese.
Fu un famoso asso dell'aviazione da caccia della Dai-Nippon Teikoku Kaigun Kōkū Hombu, il servizio aeronautico della Marina imperiale giapponese, durante la seconda guerra mondiale. È accreditato dell'abbattimento di 87 velivoli nemici.

## Biografia

### Origini e infanzia
Nacque il 27 gennaio 1920 in un villaggio di montagna nella prefettura di Nagano, quinto figlio di Shuzoji e Miyoshi Nishizawa.  Suo padre era il direttore di una fabbrica di Sakè. Dopo aver conseguito la licenza elementare lavorò per qualche tempo presso una fabbrica tessile, ma attirato dal mondo dell'aviazione, nel giugno 1936 iniziò a frequentare il corso per volontari della Yokaren (un programma di addestramento al volo per piloti della riserva). Arruolatosi come Allievo pilota nel Corso Otsu n.7 della Dai-Nippon Teikoku Kaigun Kōkū Hombu, ne uscì nel marzo 1939, classificandosi al 16 posto su 71 allievi. Dopo aver prestato servizio presso i Kōkūtai (Stormi) di Ōita, Ōmura e Suzuka, nell'ottobre 1941 fu trasferito al Chitose Kōkūtai, con il grado di sottufficiale di 1ª classe.

### La seconda guerra mondiale
Dopo il 7 dicembre 1941, con scoppio delle ostilità tra Stati Uniti e Giappone, fu trasferito insieme a un Chutai del suo Kōkūtai sull'aeroporto di Vunakanau, nelle isole della Nuova Inghilterra recentemente conquistate dalle truppe giapponesi. Il reparto era equipaggiato con 13 obsoleti caccia Mitsubishi A5M "Claude" versati dal Tainan Kōkūtai e 3° Kōkūtai , che erano stati riequipaggiati con i nuovi caccia Mitsubishi A6M "Zero". Il suo reparto ricevette i primi tre caccia A6M Zero (Mod.21) il 25 gennaio.
Volando a bordo di un A5M il 3 febbraio 1942 reclamò la sua prima vittoria a spese di un idrovolante Consolidated PBY Catalina della RAAF. Il 10 febbraio il suo squadron fu trasferito al 4° Kōkūtai di nuova formazione, equipaggiato con gli A6M2. 
Il 1 aprile 1942 il suo Chutai fu trasferito a Lae, Nuova Guinea, ed assegnato al Tainan Kōkūtai, dove volavano altri assi affermati come Saburō Sakai, Toshio Ōta e Jun'ichi Sasai. Complice la sua passione per il judo i suoi compagni lo soprannominarono il "Diavolo", in quanto considerato riservato, solitario e taciturno.
Scontrandosi spesso con gli aerei da caccia della United States Army Air Forces e della Royal Australian Air Force che operavano da Port Moresby, conseguì la sua prima vittoria accertata a spese di un Bell P-39 Airacobra dell'USAAF l'11 aprile, abbattendo altri sei aerei tra il 1 e il 3 maggio. Il 29 aprile fu uno dei sei piloti che celebrarono il compleanno dell'imperatore Hirohito attaccando e mitragliando a volo radente l'aeroporto di Port Moresby. Il 24 maggio abbatte un bombardiere North American B-25C Mitchell su Lae, il 27 un P-39, il 1 giugno un altro P-39 ed altri due il 16, uno il 25 e uno il 4 e uno l'11 luglio. Il 4 giugno abbatte un quadrimotore Boeing B-17 Flying Fortress usando la tecnica dell'attacco frontale, ma quel giorno patì una grande perdita, quella del suo fedele gregario, il marinaio di prima classe Yoshio Motoyoshi, rimasto ucciso durante il combattimento. Decollato vanamente alla ricerca di Motoyoshi, rientrò alla base in preda alla tristezza.
Ai primi di agosto del 1942, il gruppo aereo si trasferì a Rabaul, iniziando immediatamente ad operare contro le forze statunitensi di Guadalcanal. Il 7 agosto abbatte due caccia Grumman F4F Wildcat, e quattro il giorno successivo, ma quel giorno Sakai rimase gravemente ferito durante un combattimento contro un aerosilurante Grumman TBM Avenger.  Durante l'azione egli notò che il suo grande amico mancava, e incurante dei pericoli che poteva correre iniziò a volare da solo a bassissima quota sul mare alla sua ricerca o di altri velivoli americani da abbattere. Si calmò solo quando Sakai arrivò a Lakunai dopo quasi quattro ore e mezzo, cieco da un occhio e con il velivolo gravemente danneggiato. Lo estrasse egli stesso dall'aereo prendendo personalmente la guida dell'ambulanza, e con Sasai e Ōta lo trasportò all'ospedale, affidandolo nelle mani del chirurgo. Il 12 agosto Sakai fu evacuato in Giappone, ma perse per sempre l'uso di un occhio.

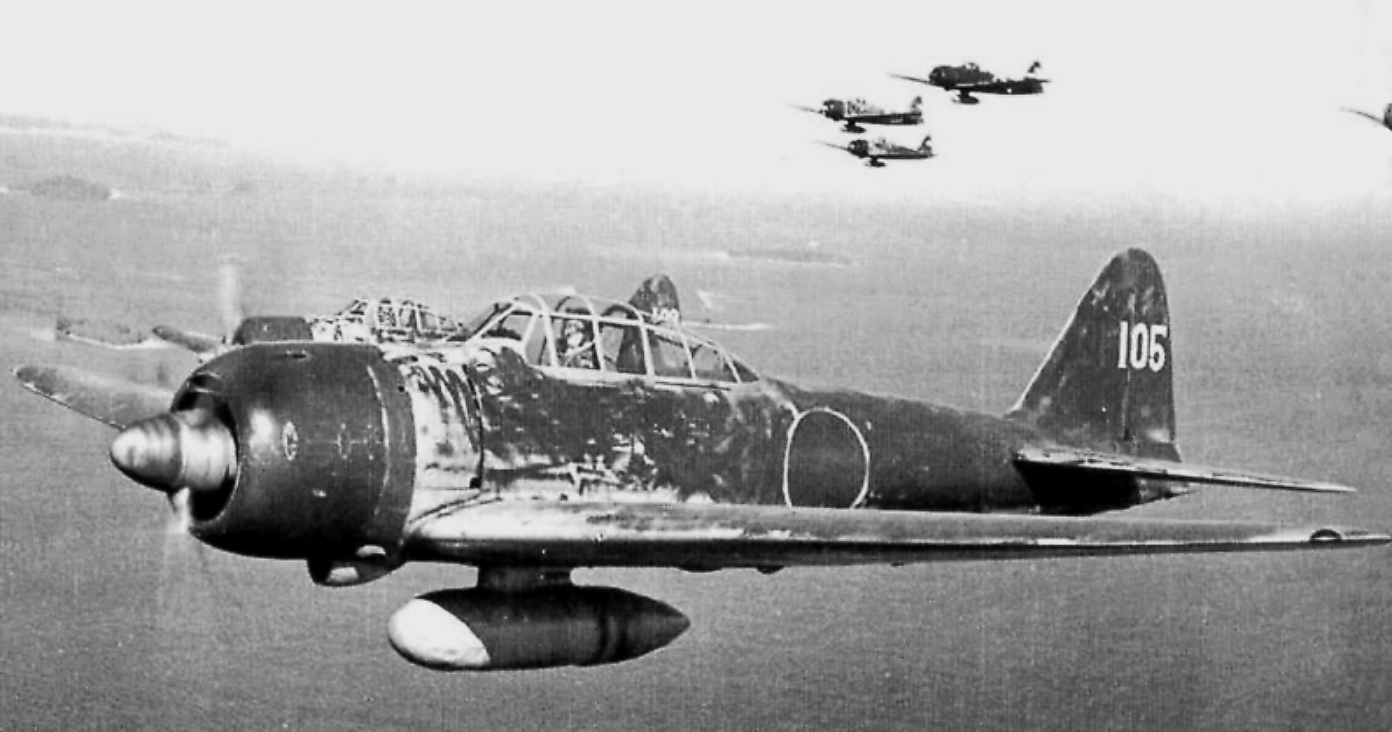
Hiroyoshi Nishizawa sul Mitsubishi Zero A6M3 Model 22 (codice di coda UI-105) appartenente al 251° Kōkūtai in volo sulle Isole Salomone nel maggio 1943.

Il conflitto sui cieli di Guadalcanal si estese, divenendo molto costoso in termini di perdite di aerei e di vite umane per il giapponesi a causa del migliorare delle tattiche americane. Il suo Gruppo aereo, ribattezzato 251 Kōkūtai in novembre, subì gravi perdite: Sasai, con 54 vittorie all'attivo, fu abbattuto e ucciso dal capitano Marion E. Carl il 26 agosto 1942, Ōta (34 vittorie) rimase ucciso il 21 ottobre 1942, e il Marinaio di prima classe Keisaku Yoshimura (9 vittorie) il 25 ottobre. In quello stesso periodo rimasero uccisi anche Toraichi Takatsuka (16 vittorie) e il marinaio di seconda classe Susumu Matsuki (8 vittorie). Alla metà del mese di novembre il 251 Kōkūtai rientrò a Toyonashi, in Giappone, per essere ricostituito, mentre il comando del reparto fu assunto da Yasuna Kozono che rimpiazzo il Lt. Cmdr. Tadashi Nakajima. Ritornato a Rabaul lo stormo rientrò in azione il 7 maggio 1943, operando sulla Nuova Guinea e le Isole Salomone. Il 14 maggio abbatte in collaborazione un caccia Lockheed P-38 Lightning, ed entro la metà del mese di giugno aveva conseguito ulteriori sei vittorie. Nel corso del mese, per i brillanti risultati conseguiti, ricevette in dono dal comandante dell'11ª Flotta aerea, il viceammiraglio Jin'ichi Kusaka, una spada militare con l'iscrizione "Buko Batsugun". Nel mese di settembre fu trasferito al 253° Kōkūtai di stanza a Tobera, Nuova Britannia, e nel mese di novembre fu promosso maresciallo pilota, venendo trasferito in Giappone presso lo Oita Kōkūtai in qualità di istruttore. Rientrò in azione nel mese di febbraio 1944, assegnato al 203° Kōkūtai che operava dalle Isole Kurili, ma le azioni in quel settore latitavano.
Nel mese di ottobre fu trasferito a Luzon, nelle Filippine, assegnato al 201° Kōkūtai il giorno 24, insieme ad altri quattro piloti, ad un piccolo distaccamento sul campo d'aviazione di Mabalacat,  nella provincia di Cebu. Il giorno dopo insieme ad altri due piloti eseguì una missione di scorta a cinque velivoli con compiti speciali. Intercettati da 20 Grumman F6F Hellcat impegnò combattimento, conseguendo altre due vittorie, che portarono il suo bottino ad 87. L'attacco suicida ebbe inoltre successo, e quattro dei cinque velivoli Kamikaze colpirono i loro obiettivi, affondando la portaerei di scorta St. Lo.
Il 26 ottobre 1944 il suo A6M5 e la base giapponese di Mabalacat vennero distrutti da un attacco americano, ed egli e altri piloti del 201° Kōkūtai lasciano l’area a bordo di un bombardiere Nakajima Ki-49 Donryu, per andare a prendere i velivoli di ricambio sul campo d'aviazione di Clark Field, Luzon. Attaccato su Calapan, isola di Mindoro, da due caccia F6F Hellcat del VF-14 decollati dalla portaerei Wasp, il Ki-49 da trasporto precipitò in fiamme, con la morte degli occupanti.
Dopo aver appreso della sua morte, il comandante della flotta combinata, l'ammiraglio Soemu Toyoda, lo onorò con una menzione in un bollettino di guerra e la promozione postuma a sottotenente di vascello. A causa delle confusione regnante in quel periodo il bollettino non fu pubblicato e il suo servizio funebre si svolse solo il 2 dicembre 1947. Inoltre gli fu attribuito il titolo postumo di Bukai-in Kohan Giko Kyoshi, una frase zen buddista che può essere tradotta come: "Nell'oceano dei militari, che rappresenta tutti i piloti che si sono distinti, un buddista onorevole."

### La danza macabra
Con Saburo Sakai e Toshio Ōta egli costituì il famoso "terzetto dei ripulitori". Nella notte del 16 maggio 1942, mentre i tre piloti ascoltavano alla radio un programma radiofonico australiano, egli riconobbe il misterioso Danse macabre di un compositore francese, il pianista ed organista Camille Saint-Saëns. 
Pensando a questo misterioso ballo dello scheletro, disse improvvisamente agli altri due: "Mi è venuta una idea. Sapete che domani saremo inviati in una missione di attacco a Moresby. Perché non organizziamo una danza della morte per conto nostro?" Ōta scartò subito la proposta di Nishizawa, ma egli insistette: "Dopo aver terminato la missione, noi tre torneremo a Moresby, e faremo una dimostrazione di acrobazia aerea proprio sopra al campo americano. Quelli a terra impazziranno!" Ōta rispose: "Potrebbe essere divertente. Ma come reagirebbe il Comandante? Non ci lascerebbe mai andare." Egli replicò: "E allora? Chi ha mai detto che lo verrà a sapere?"
Il 17 maggio il Lt. Cmdr. Tadashi Nakajima guidò il Tainan Kōkūtai in un attacco che avrebbe dovuto neutralizzare Port Moresby, avendo lui e Sakai come suoi gregari. Tre formazioni di caccia alleati intercettarono gli aerei giapponesi impegnandoli in combattimento. I giapponesi rivendicarono cinque P-39 abbattuti e altre possibili vittorie condivise, perdendo due velivoli.
Quando la formazione giapponese si raggruppò per il ritorno Sakai segnalò a Nakajima che stava inseguendo un aereo nemico, e si sganciò dalla formazione. Qualche minuto dopo fu nuovamente sopra Port Moresby, per incontrarsi con Nishizawa e Ota. Stabilito il programma con dei gesti, e controllato che non vi fossero aerei nemici nelle vicinanze, i tre effettuarono tre looping in formazione stretta sul campo d'aviazione nemico. Dopo di che, un felice Nishizawa indicò a gesti che voleva ripetere l'esibizione. Picchiando da 2.000 metri gli A6M Zero effettuarono altri tre looping, sempre senza essere fatti segno dal fuoco contraereo, dirigendosi poi su Lae dove atterrarono circa 20 minuti dopo degli altri piloti.
Alle ore 21 il furibondo comandante dello stormo, il sottotenente di vascello Sasai, li convocò nel suo ufficio redarguendoli pesantemente ed intimando loro di non ripetere mai più tale azione in futuro. Un aereo nemico aveva lanciato un messaggio sull'aeroporto che diceva: "Al Comandante di Lae: siamo stati molto impressionati dai tre piloti che ci hanno fatto visita oggi, ed a tutti noi sono piaciuti i loop che hanno effettuato sul nostro campo. È stata una bella esibizione. Apprezzeremmo molto se gli stessi piloti ritornassero un'altra volta, ciascuno portando una sciarpa verde attorno al collo. Siamo davvero spiacenti di non aver potuto dare loro una migliore attenzione nel corso della loro ultima visita, ma la prossima volta faremo in modo di far loro trovare un caldo benvenuto da tutti noi."